# 한솔그룹
한솔그룹(영어: Hansol Group)은 대한민국의 기업집단이다. 주요 사업 분야는 제지, 전자, 화학, 물류, IT 기술 및 솔루션 서비스, 생활 인테리어, 건설이다. 또한 삼성그룹의 이전 자회사이기도 한다.

## 연혁
- 1965년 새한제지공업주식회사 설립[1]
- 1965년 삼성, 새한제지공업주식회사 인수
- 1968년 전주제지 주식회사로 개칭
- 1972년 한국 증권 거래소에 주식 상장
- 1991년 삼성그룹에서 분리, 독립경영체제 선언
- 1991년 한솔홈데코 설립
- 1992년 한솔화학 (현 한솔케미칼) 설립
- 1992년 한솔개발 설립
- 1993년 한솔건설 출범
- 1994년 한솔케미칼, 영우화학 인수
- 1994년 한솔CSN 설립
- 1995년 한솔문화재단 설립
- 1995년 한솔LCD (현 한솔테크닉스) 설립
- 1995년 한솔PNS 설립
- 1998년 팝코전주 및 팝코청원(PAPCO, 현 전주페이퍼) 설립
- 1999년 팝코에서 팬아시아페이퍼로 재출범
- 2001년 팬아시아페이퍼 지분을 노스케스코그와 아비티비콘솔리데이티드(현 아비티비보와터)에 매각
- 2001년 엔지니어링보전사업부문을 한솔이엠이(주)로 분사
- 2002년 조동길 회장체제 출범
- 2007년 한솔라이팅 설립
- 2008년 한솔PNS, 한솔인티큐브 인수
- 2009년 한솔제지, 아트원제지 인수
- 2011년 한솔인티큐브, 솔라시아 인수
- 2014년 넥스지 인수
- 2015년 한솔그룹, 지주회사 체제로 전환
- 2019년 한솔개발 HDC현대산업개발에 매각
- 2021년 한솔PNS, 한솔코에버 인수
- 2022년 한솔로지스틱스, 한솔로지스유 설림

## 같이 보기
- 대한민국의 경제